# Церпицкий, Викентий Викентьевич
Викентий Викентьевич Церпицкий (Церпитский) (при рождении Валериан Казимирович; в православном крещении Викентий Викентьевич; 27 ноября 1850 — 22 ноября 1904; Порт-Артур) — русский генерал-майор, участник русско-турецкой (1877—1878) и русско-японской (1904—1905) войн, погиб в последней атаке японцев при обороне Порт-Артура, брат генерал-лейтенанта К. В. Церпицкого.

## Биография
Происходил из потомственных дворян Гродненской губернии. Получил образование во 2-й Петербургской военной гимназии и в 1-м военном Павловском училище, откуда в 1868 году вышел офицером в 5-й гренадерский Киевский полк.
Затем служил в 1-м резервном и в 1-м Кавказском сапёрных батальонах, в штабе Кавказского военного округа — помощником старшего адъютанта, в Тифлисском пехотном юнкерском училище — делопроизводителем по учебной части, в Делижанском пехотном полку.
В чине поручика Викентий Викентьевич участвовал также и в русско-турецкой кампании 1877—1878 годов, за отличия в которой был награждён орденами Св. Анны 4-й степени с надписью «За храбрость» и 3-й степени с мечами и бантом, Св. Станислава 2-й степени с мечами и чином штабс-капитана.
В 1892 году был произведён в полковники и назначен командиром 3-го Кубанскаго пластунского батальона, а в 1899 году — командиром 83-го пехотного Самурского полка и, наконец, в феврале 1904 года произведён в генерал-майоры и назначен командиром 2-й бригады 7-й Восточно-Сибирской стрелковой дивизии, расположенной в Порт-Артуре, затем инспектором госпиталей.
22 ноября 1904 года японцы, с семи часов утра, стянув все свои силы, начали штурмовать Высокую гору и одновременно вели бомбардировку. Весь день шёл жестокий бой; три штурма были отбиты, но к вечеру японцам всё-таки удалось захватить вершину горы, а на следующий день ими занята была Высокая гора. В этом бою ранен был в голову и в руку инспектор госпиталей, бывший командир бригады 7-й Восточно-Сибирской стрелковой дивизии, генерал-майор Церпицкий, вскоре скончавшийся от этих ран.

## Награды
- орден Св. Станислава 3-й ст. (1873);
- орден Св. Анны 4-й ст. «За храбрость» (1877);
- орден Св. Анны 3-й ст. с мечами и бантом (1878);
- орден Св. Станислава 2-й ст. с мечами (1881);
- орден Св. Анны 2-й ст. (1889);
- орден Св. Владимира 4-й ст. [25 лет] (1893);
- орден Св. Владимира 3-й ст. (1896).